# Centrum Sztuki Galeria EL

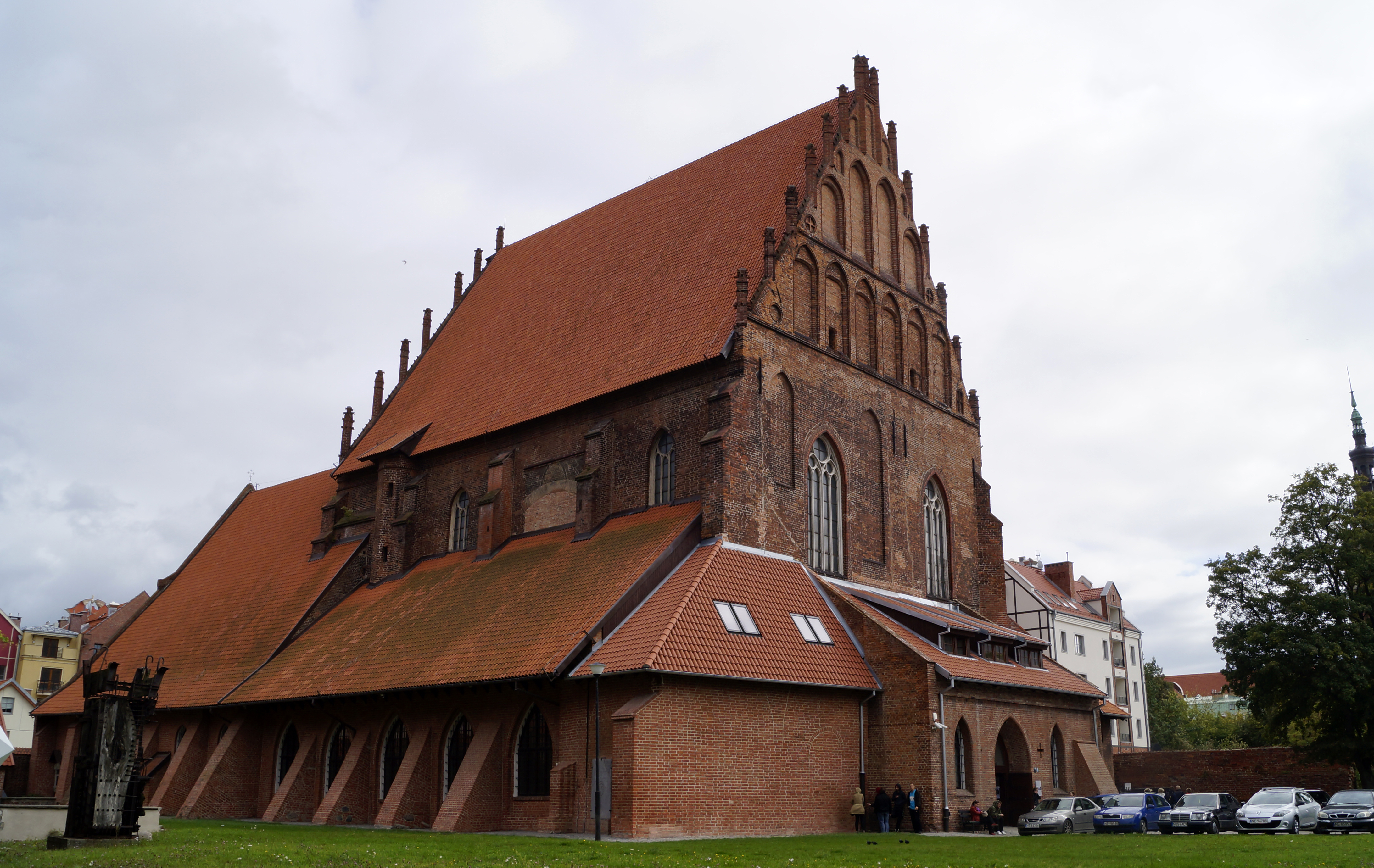
Centrum Sztuki Galeria EL

Centrum Sztuki Galeria EL – instytucja kultury w Elblągu mieszcząca się w budynku dawnego kościoła pw. Najświętszej Marii Panny będącym pozostałością klasztoru dominikanów.
Galeria EL prezentuje sztukę współczesną, jednocześnie jest miejscem spotkań i działań eksperymentalnych. W zakres jej działalności wchodzą: wystawy indywidualne i zbiorowe artystów polskich i zagranicznych; ekspozycje tematyczne i problemowe; międzynarodowe spotkania i konfrontacje artystyczne; warsztaty, happeningi, imprezy muzyczne.
Galeria EL zajmuje się również promocją sztuki, działalnością edukacyjną w zakresie kultury i kształtowaniem postaw aktywnego uczestnictwa w kulturze.
W 1961 r. Gerard Kwiatkowski zwrócił się do władz miejskich o przekazanie mu ruin kościoła na pracownię plastyczną. Po uzyskaniu zgody szybko podjął działalność artystyczną. Za datę powstania Galerii EL przyjmuje się 24 lipca 1961 r., kiedy Gerard Kwiatkowski z Januszem Hankowskim zorganizowali wystawę swoich prac.
Sukcesem w działalności Galerii okazało się Biennale Form Przestrzennych organizowane w latach 1965–1973 (inicjatywa otrzymała m.in. międzynarodowe wyróżnienia UNESCO oraz The Cultural Resources Comission). Po międzynarodowym sukcesie I Biennale Wojewódzki Konserwator Zabytków w Gdańsku przyznał środki finansowe na odbudowę kościoła, prace remontowo-konserwatorskie ukończono w 1970 r.
W 1974 r., po wyjeździe Gerarda Kwiatkowskiego do Niemiec, działalność Galerii EL załamała się. Jednak dotychczasowy dorobek i ranga na skalę kraju sprawiła, że władze miejskie nie zlikwidowały Galerii. Stan budynku spowodował, że w latach 1976–1982 działalność placówki została zawieszona na czas remontu.
Po ponownym otwarciu komisarzem Galerii został Ryszard Tomczyk. Galeria poza działalnością stricte wystawienniczą specjalizowała się w organizacji widowisk czasoprzestrzennych z elementami happeningowymi (m.in. Interdyscyplinarne Spotkania Twórcze, plener „What Now?”). W 1988 r. jako pierwsza w Polsce galeria zorganizowała spotkanie artystów zajmujących się sztuką komputerową (Międzynarodowe Warsztaty Komputerowe).
W 2010 r. wewnątrz Galerii odbudowano istniejącą przed II wojną światową emporę w nawie bocznej w formie dwukondygnacjowej konstrukcji ze szkła i stali połączonej windą.
Galeria EL zawsze była otwarta na różne formy sztuki, również muzykę. W ruinach kościoła i w Klubie Czerwona Oberża rozpoczął działalność jeden z pierwszych w Polsce „poodwilżowej” klub jazzowy – EL Klub Jazzu Tradycyjnego, skupiający młodą inteligencję techniczną związaną z Zakładami Zamech. Kontynuując tradycje jazzowe w Galerii El organizowany jest cykliczny festiwal jazzowy Jazzbląg.

## Dyrektorzy Galerii EL
- Gerard Jürgen Blum-Kwiatkowski 1961-1974
- Paweł Petasz 1975-1977
- Ryszard Tomczyk 1980-1987
- Andrzej Szadkowski 1987-1998
- Zbigniew Opalewski 1998-2008
- Jarosław Denisiuk 2008-2018[4]
- Adriana Ronżewska-Kotyńska 2018 – 2021[9]
- Emilia Orzechowska 2021 - obecnie[10][11][12]